# مستوطنة يلا

تعديل مصدري - تعديل

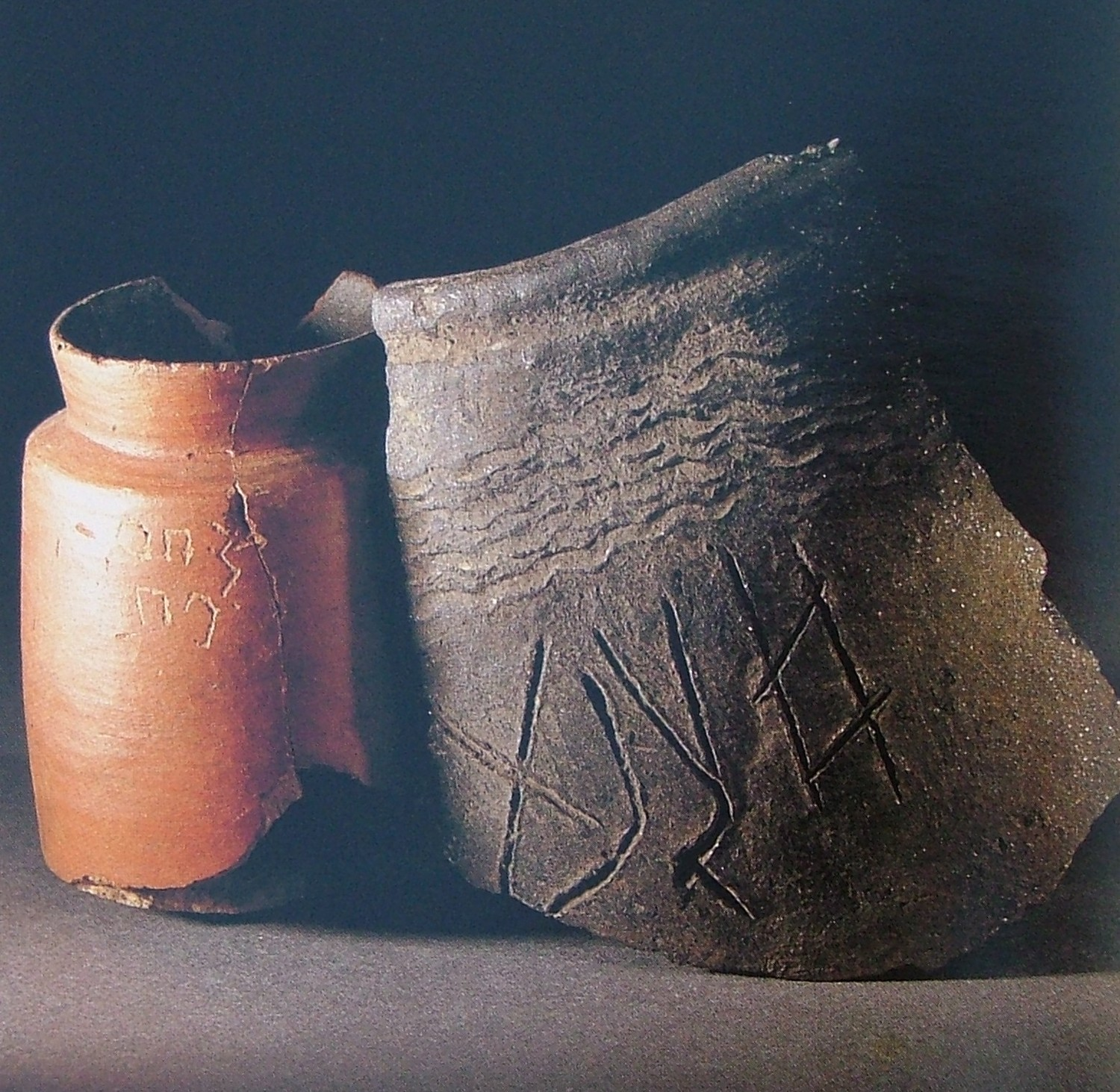
كسرات فخارية من يلا، من أقدم شواهد نقوش المسند

يَلا هي مستوطنة سبئية قديمة، كانت تسمى بحسب النقوش «حفري». اكتشفتها البعثة الإيطالية في يوليو عام 1985، أثناء استكشاف وادي يلا. ثم ذلك مسحان للمنطقة لرسم خرائط المنشآت والمناطق المحيطة بالموقع في أغسطس وسبتمبر من عام 1985، أعقب ذلك مهمة تنقيب في عام 1987، أسفرت عن اكتشاف كسرات فخارية منقوشة بأحد أقدم نقوش المسند المكتشفة حتى الآن، حيث قدر تاريخ تلك الكسرات بالقرن الرابع عشر قبل الميلاد. لا توجد منطقة عبادة معروفة في الموقع، باستثناء ما تم اكتشافه بالقرب في شعب العاقل على بعد 2.5 كم، ويعود نشاطه إلى القرنين الرابع عشر و الثالث عشر قبل الميلاد.

## الموقع
تقع يلا، التي تُسمى أيضاً الدُرَيب، على بعد 100 كم شرق صنعاء، وعلى بعد 30 كم جنوب غرب مأرب. تحتل يلا على سهلاً صغيراً يحميها من رمال الصحراء من الجهة الشرقية، كما يحميها من الغرب منحدر جرانيتي، بالإضافة إلى كتلة صخرية من الجنوب. يقع الموقع على الضفة اليمنى من وادي يلا، بجانب مجرى (سايلة) وديان أذنة
.

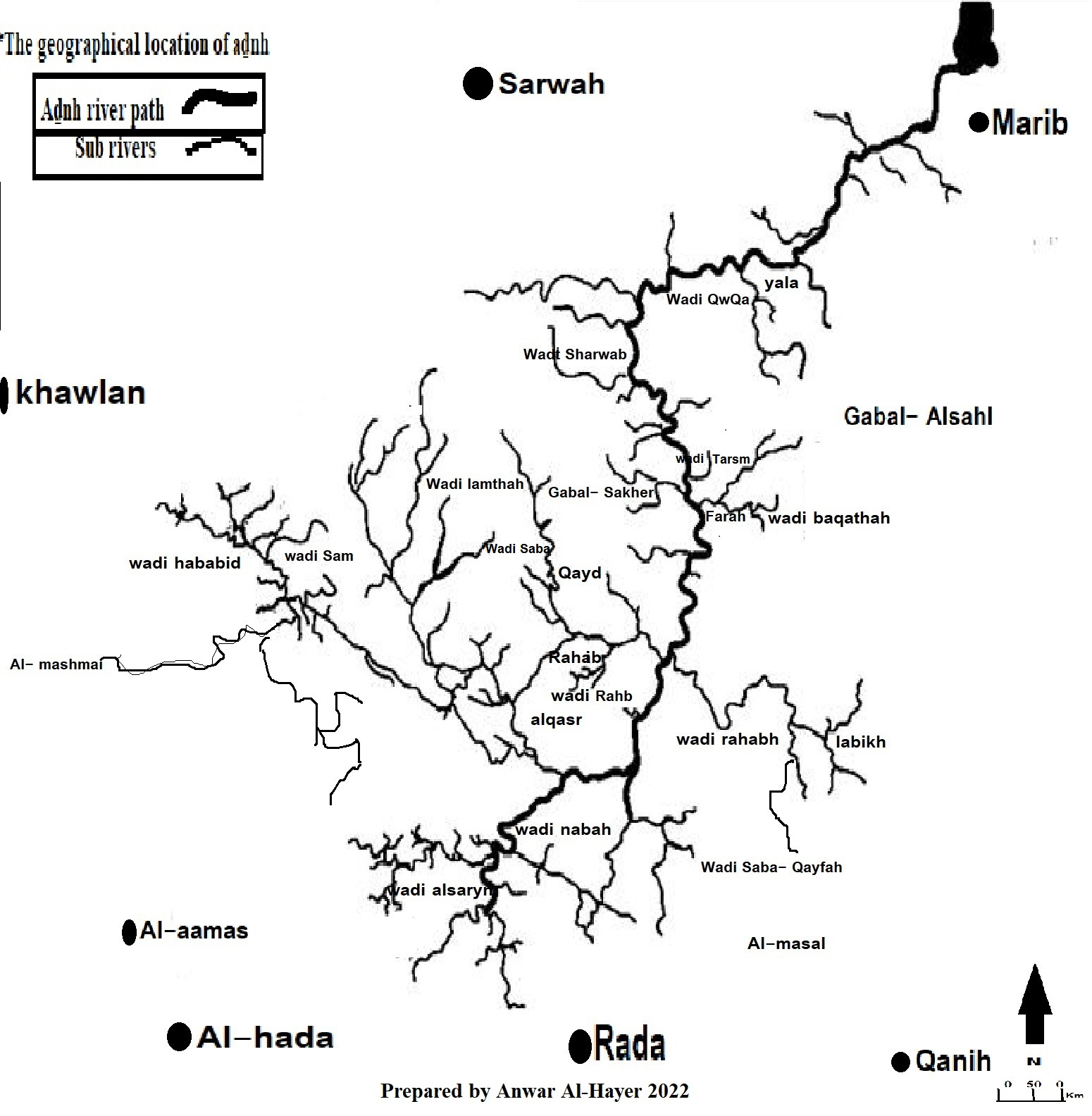

الموقع عبارة عن مثلث محصّن، بطول 230 متراً وعرض 170 متراً، وتصل مساحة سطحه إلى 2.3 هكتاراً.